# Nekrolog 1651
Nekrolog
◄◄
| ◄
| 1647
| 1648
| 1649
| 1650
| 1651 | 1652 | 1653 | 1654 | 1655 | ► | ►►
Weitere Ereignisse | Allgemeiner Nekrolog 1651
Die Beschreibung der verstorbenen Person sollte so kurz wie möglich gehalten sein und nur deren signifikante Tätigkeit(en) enthalten.
Neue Namen ggf. auch unter dem Geburts- und Sterbedatum, also etwa unter 1. Januar und im Geburts- und Sterbejahr (2024) eintragen (nur bei entsprechender großer Wichtigkeit). Für Beispiele siehe die schon vorhandenen Artikel.
Außerdem über die fünf zuletzt Verstorbenen, zu denen es einen ausreichend guten Artikel für eine Präsentation auf der Hauptseite gibt, nach der todesbedingten Überarbeitung der Artikel ggf. auch unter Wikipedia Diskussion:Hauptseite informieren und sie am besten auch in den anderen Wikipedia-Sprachversionen eintragen. Tipp: Regelmäßig bei news.google.de nach „ist tot“, „gestorben“ oder „verstorben“ suchen.
Wenn eine Person gestorben ist, gibt es viele Seiten zu dieser Person in der Wikipedia, die davon auch betroffen sind und entsprechend aktualisiert werden müssen. Beispiele: Namenübersichtsseite, Geburtsjahr, Geburtsort-Seiten und viele mehr.
Wie finde ich die betroffenen Seiten?
Im Suchfeld auf der linken Seite gibt man den Suchbegriff so ein: „Vorname Nachname“. Dann klickt man auf Volltext und alle Seiten mit entsprechendem Suchtext werden aufgerufen. Hier sieht man dann schnell, wo auch das Todesjahr Sinn macht oder sogar ein Teil des Artikels angepasst werden muss. Auch hilft das „Werkzeug“ auf der linken Seite sehr gut, um solche Seiten aufzufinden: „Links auf diese Seite“. Somit ist die Wikipedia wieder aktuell in allen Bereichen! Hinweis: bei Eintragung der Kategorie „Gestorben JAHR“ wird der Missbrauchsfilter 49 ausgelöst, was jedoch nicht schlimm ist. Siehe: Spezial:Missbrauchsfilter/49
Dies ist eine Liste von im Jahr 1651 verstorbenen bekannten Persönlichkeiten. Die Einträge erfolgen innerhalb der einzelnen Daten alphabetisch sortiert. Tiere sind im Nekrolog für Tiere zu finden.

## Januar
| Tag        | Name                         | Beruf, bekannt als                                   | Alter | Beleg |
| ---------- | ---------------------------- | ---------------------------------------------------- | ----- | ----- |
| 1. Januar  | Christoph Preibisius         | deutscher Rechtsgelehrter und Physiker               | 70    |       |
| 2. Januar  | Gregor Francke               | deutscher evangelischer Theologe                     | 65    |       |
| 9. Januar  | Heinrich Wedemhof            | Lübecker Bürgermeister                               | 66    |       |
| 12. Januar | Veit Heymann                 | Dresdner Ratsherr und Bürgermeister                  |       |       |
| 15. Januar | Nikolaus Vismar              | deutscher Theologe und Hofprediger                   | 58    |       |
| 16. Januar | Martin Peerson               | englischer Komponist und Organist                    |       |       |
| 17. Januar | Johann Hieronymus Kapsberger | italienischer Lautenist und Komponist des Frühbarock |       |       |
| 22. Januar | Johann Holwarda              | friesischer Astronom                                 |       |       |
| 27. Januar | Abraham Bloemaert            | niederländischer Maler                               |       |       |
| Januar     | Hans von der Pforte          | kursächsischer Kriegsobrist und Diplomat             |       |       |

## Februar
| Tag         | Name                                    | Beruf, bekannt als                                                                                    | Alter | Beleg |
| ----------- | --------------------------------------- | --- | ----- | ----- |
| 6. Februar  | Hermann Czernin von Chudenitz           | österreichischer Diplomat und Soldat                                                                  | 74    |       |
| 6. Februar  | Erdmann August von Brandenburg-Bayreuth | deutscher Adliger, erbberechtigter Sohn des Bayreuther Markgrafen                                     | 35    |       |
| 12. Februar | Johann Jacob Pock                       | deutsch-österreichischer Steinmetzmeister und Bildhauer des Barock, Obervorsteher der Wiener Bauhütte |       |       |
| 23. Februar | Johann Werner                           | Dresdner Ratsherr und Bürgermeister                                                                   |       |       |
| Februar     | Mikołaj Abramowicz                      | polnischer General und Wojewode                                                                       |       |       |

## März
| Tag      | Name                                      | Beruf, bekannt als                                              | Alter | Beleg |
| -------- | ----------------------------------------- | --------------------------------------------------------------- | ----- | ----- |
| 6. März  | Heinrich Klose                            | deutscher Kirchenlieddichter                                    |       |       |
| 11. März | Alvise Contarini                          | venezianischer Adliger und Vermittler zum Westfälischen Frieden | 53    |       |
| 18. März | Bartolomeo Montalbano                     | italienischer Komponist und Kapellmeister                       |       |       |
| 18. März | Paul Röber                                | deutscher lutherischer Theologe                                 | 64    |       |
| 18. März | Gerard Seghers                            | flämischer Maler                                                | 60    |       |
| 21. März | Katharina Charlotte von Pfalz-Zweibrücken | Pfalzgräfin und Herzogin von Neuburg                            | 36    |       |
| 29. März | Catharina Jansdr. Oly                     | niederländische Autorin                                         | 65    |       |
| 29. März | Hermann Zurgeist                          | Abt des Benediktinerklosters Liesborn (1620–1651)               |       |       |

## April
| Tag       | Name                | Beruf, bekannt als                                                                    | Alter | Beleg |
| --------- | ------------------- | ------------------------------------------------------------------------------------- | ----- | ----- |
| 1. April  | Johannes            | Landgraf von Hessen-Braubach, Offizier und Mitglied der Fruchtbringenden Gesellschaft | 41    |       |
| 7. April  | Lennart Torstensson | schwedischer Feldmarschall, Reichsrat und Generalgouverneur                           | 47    |       |
| 10. April | Georg Stengel       | Jesuit, katholischer Theologe, Schriftsteller                                         |       |       |
| 20. April | Carolus de Maets    | niederländischer reformierter Theologe                                                | 54    |       |
| 24. April | Johannes Wanckel    | deutscher Mediziner                                                                   |       |       |

## Mai
| Tag     | Name                         | Beruf, bekannt als                                           | Alter | Beleg |
| ------- | ---------------------------- | ------------------------------------------------------------ | ----- | ----- |
| 9. Mai  | Cornelis de Vos              | niederländischer Maler                                       |       |       |
| 16. Mai | Jeanne de Pourlan            | französische Zisterzienserin, Äbtissin und Klosterreformerin | 60    |       |
| 16. Mai | Sophie von Solms-Laubach     | Ehefrau von Markgraf Joachim Ernst von Brandenburg-Ansbach   | 57    |       |
| 17. Mai | Friedrich Brentel            | deutscher Radierer, Zeichner und Miniaturmaler               | 70    |       |
| 20. Mai | Abraham Hölzel               | Kupferstecher, Kartograf und Künstler                        |       |       |
| 21. Mai | Jean Plantavit de La Pause   | Bischof von Lodève, Hebraist                                 |       |       |
| 27. Mai | Statius Fabricius            | deutscher Theologe                                           |       |       |
| 27. Mai | Peter Tuckermann             | deutscher lutherischer Theologe                              | 70    |       |
| 28. Mai | Henry Grey, 10. Earl of Kent | englischer Peer und Politiker                                | 56    |       |

## Juni
| Tag      | Name                       | Beruf, bekannt als                                                                 | Alter | Beleg |
| -------- | -------------------------- | ---------------------------------------------------------------------------------- | ----- | ----- |
| 1. Juni  | Rupertus Meldenius         | deutscher lutherischer Theologe und Pädagoge                                       | 69    |       |
| 2. Juni  | Maria Veronika Welzin      | Frau Mutter in Muotathal                                                           |       |       |
| 4. Juni  | Johannes Combach           | deutscher Philosoph, Bibliothekar und Theologe                                     | 65    |       |
| 7. Juni  | Nikolaus Georg Reigersberg | kaiserlicher Rat, Kurmainzischer Kanzler und Bürgermeister der Stadt Aschaffenburg |       |       |
| 8. Juni  | Hotta Masamori             | Ratgeber und Vertrauter zweier Shōgune (bis 1651)                                  | 42    |       |
| 8. Juni  | Nadschm ad-Dīn al-Ghazzī   | syrischer Chronist und Hadithhgelehrter                                            | 81    |       |
| 8. Juni  | Tokugawa Iemitsu           | 3. Shogun des Tokugawa-Shogunats                                                   | 46    |       |
| 14. Juni | Hieronymus Bregno          | Schweizer Steinmetzmeister des Barock                                              |       |       |
| 17. Juni | Francesco Piccolomini      | Generaloberer der Societas Jesu (Jesuitenorden)                                    | 68    |       |
| 25. Juni | Andreas Burckhardt         | württembergischer Jurist und Politiker, Kanzler des Herzogtums Württemberg         | 56    |       |
| 26. Juni | Eustache Picot             | französischer Geistlicher sowie Musiker und Komponist                              |       |       |
| 28. Juni | Christoph Schelhammer      | deutscher Mediziner                                                                | 31    |       |
| 30. Juni | Tuhaj Bej                  | politisch-militärischer Führer der Krimtataren                                     |       |       |

## Juli
| Tag      | Name                  | Beruf, bekannt als                                                  | Alter | Beleg |
| -------- | --------------------- | ------------------------------------------------------------------- | ----- | ----- |
| 1. Juli  | Aegidius Elsevier     | niederländischer Buchhändler und Kaufmann                           |       |       |
| 8. Juli  | Charlotte des Essarts | Mätresse des französischen Königs Heinrich IV.                      |       |       |
| 11. Juli | Dina Vinhofvers       | dänische Frau, wegen eines Skandals um Corfitz Ulfeldt hingerichtet |       |       |
| 14. Juli | René de Voyer         | französischer Verwaltungsbeamter und Diplomat                       | 54    |       |
| 17. Juli | Wilhelm Biener        | deutsch-österreichischer Jurist und Tiroler Kanzler                 |       |       |
| 25. Juli | Gottfried Cundisius   | deutscher lutherischer Theologe                                     | 51    |       |
| 26. Juli | Martin Päßler         | böhmisch-deutscher Unternehmer                                      |       |       |

## August
| Tag        | Name                                  | Beruf, bekannt als                                     | Alter | Beleg |
| ---------- | ------------------------------------- | ------------------------------------------------------ | ----- | ----- |
| 8. August  | Amalie Elisabeth von Hanau-Münzenberg | durch Heirat Landgräfin und Regentin von Hessen-Kassel | 49    |       |
| 16. August | Henricus Hondius                      | Kartograf und Verleger                                 |       |       |
| 20. August | Jeremi Wiśniowiecki                   | polnischer Fürst, Wojwode und Starost                  | 39    |       |
| 22. August | Cornelis Boom                         | Bürgermeister von Amsterdam                            | 49    |       |
| 23. August | Jacques Philippe Cornut               | französischer Arzt und Botaniker                       | 44    |       |
| 25. August | Luis Quiñones de Benavente            | spanischer Schriftsteller                              |       |       |
| 25. August | Beatus Albrecht von Ramstein          | Fürstbischof von Basel                                 | 57    |       |
| 27. August | Jacob Adriaensz. Backer               | niederländischer Portrait- und Historienmaler          |       |       |
| 31. August | Christoph Löbel                       | deutscher Unternehmer und Glashüttenbesitzer           | 53    |       |

## September
| Tag           | Name                                  | Beruf, bekannt als                                        | Alter | Beleg |
| ------------- | ------------------------------------- | --------------------------------------------------------- | ----- | ----- |
| 3. September  | Kösem Mahpeyker                       | Ehefrau von Sultan Ahmed I. des Osmanischen Reiches       |       |       |
| 3. September  | Giovanni Giacomo Panciroli            | italienischer Geistlicher und Kardinal                    |       |       |
| 8. September  | Jacquemijntje Garniers                | niederländische Hebamme                                   |       |       |
| 12. September | William Hamilton, 2. Duke of Hamilton | schottischer Adliger                                      |       |       |
| 18. September | Henriette Marie von der Pfalz         | Gräfin von Mongatsch                                      | 25    |       |
| 24. September | Lucas Schickhardt                     | württembergischer Präzeptor und Rentkammer-Expeditionsrat | 48    |       |
| 24. September | Étienne Pascal                        | französischer Mathematiker                                | 63    |       |
| 25. September | Ciriaco Rocci                         | italienischer Bischof und Kardinal                        | 69    |       |
| 27. September | Maximilian I.                         | Herzog und Kurfürst von Bayern                            | 78    |       |
| 28. September | Johann Ernst                          | hessischer Adliger                                        | 19    |       |
| September     | Arthur Dee                            | Alchemist und okkulter Schriftsteller                     | 72    |       |
| September     | Marcin Mielczewski                    | polnischer Komponist                                      |       |       |
| September     | Christian von Pentz                   | Gouverneur von Glückstadt und Diplomat                    |       |       |

## Oktober
| Tag         | Name                            | Beruf, bekannt als                                                                                                 | Alter | Beleg |
| ----------- | ------------------------------- | --- | ----- | ----- |
| 4. Oktober  | Ludwig Camerarius               | pfälzisch-schwedischer Staatsmann, Rechtsgelehrter und Gesandter, Chef der Exilregierung Friedrichs V. in Den Haag | 78    |       |
| 6. Oktober  | Heinrich Albert                 | deutscher Liederdichter und Komponist                                                                              | 47    |       |
| 7. Oktober  | Jacques Sirmond                 | französischer katholischer Gelehrter und Erzieher                                                                  | 91    |       |
| 12. Oktober | Tobias Sichelbein               | deutscher Maler | 44    |       |
| 15. Oktober | James Stanley, 7. Earl of Derby | britischer General                                                                                                 | 44    |       |
| 22. Oktober | Johann Huswedel                 | deutscher Pädagoge und Philologe                                                                                   | 76    |       |
| 22. Oktober | Jacob Praetorius der Jüngere    | deutscher Organist und Komponist                                                                                   | 65    |       |
| 25. Oktober | Hiob von Potschajew             | ukrainischer Abt und Heiliger der orthodoxen Kirche                                                                |       |       |
| 27. Oktober | Panfilo Nuvolone                | italienischer Maler und Freskant                                                                                   |       |       |

## November
| Tag          | Name                           | Beruf, bekannt als                                                                                   | Alter | Beleg |
| ------------ | ------------------------------ | --- | ----- | ----- |
| 1. November  | Kaspar Freuler                 | Schweizer Soldat und Truppenführer                                                                   |       |       |
| 6. November  | Francesco Carretto de Grana    | kaiserlicher Feldmarschall im Dreißigjährigen Krieg                                                  | 58    |       |
| 7. November  | Hans Christoph von Ebeleben    | deutscher Jurist und Verwaltungsbeamter                                                              | 73    |       |
| 8. November  | Stephan I. Thököly             | ungarischer Baron                                                                                    | 69    |       |
| 9. November  | Jan Cornelisz Geelvinck        | Bürgermeister von Amsterdam                                                                          | 72    |       |
| 20. November | Mikołaj Potocki                | polnischer Magnat und Großhetman der polnischen Krone                                                |       |       |
| 22. November | Seyfried Christoph von Breuner | österreichischer Graf, Ratgeber dreier Kaiser                                                        |       |       |
| 26. November | Henry Ireton                   | Freund und Schwiegersohn Oliver Cromwells und General der Parlamentsarmeen im Englischen Bürgerkrieg |       |       |
| 29. November | Christian Taubmann             | deutscher Rechtswissenschaftler                                                                      | 54    |       |
| 30. November | Nicolaus Scharffenberg         | deutscher Professor der Rechte und Bürgermeister von Rostock                                         | 63    |       |

## Dezember
| Tag          | Name                         | Beruf, bekannt als                                               | Alter | Beleg |
| ------------ | ---------------------------- | ---------------------------------------------------------------- | ----- | ----- |
| 8. Dezember  | Veit Adam von Gepeckh        | Fürstbischof von Freising                                        | 67    |       |
| 13. Dezember | Heinrich Julius Scheurl      | deutscher Moralphilosoph                                         | 51    |       |
| 15. Dezember | Virginia Centurione Bracelli | Wohltäterin, Ordensgründerin und Mystikerin                      | 64    |       |
| 17. Dezember | Ennemond Gaultier            | französischer Lautenist und Komponist                            |       |       |
| 19. Dezember | Giovanni Faustini            | italienischer Opernlibrettist                                    | 36    |       |
| 23. Dezember | Hieronymus Praetorius        | lutherischer Geistlicher, Theologe, Physiker und Hochschullehrer | 56    |       |

## Datum unbekannt
| Tag | Name                      | Beruf, bekannt als | Alter | Beleg |
| --- | ------------------------- | --- | ----- | ----- |
|     | Hans Jacob Bachmann       | schwäbischer Goldschmied                                                                                                |       |       |
|     | Johann von Brackel        | Ritterschaftshauptmann der estländischen Ritterschaft                                                                   |       |       |
|     | Jacqueline de Bueil       | Mätresse des französischen Königs Heinrich IV.                                                                          |       |       |
|     | Nathaniel Culverwell      | britischer Philosoph |       |       |
|     | Chusang Namgyel Peljor    | tibetischer Geistlicher                                                                                                 |       |       |
|     | Nathaniel Culverwell      | britischer Philosoph |       |       |
|     | John Cunningham           | schottischer Polarfahrer                                                                                                |       |       |
|     | Floris van Dyck           | holländischer Stilllebenmaler                                                                                           |       |       |
|     | Isaac Elsevier            | niederländischer Verleger und Drucker                                                                                   |       |       |
|     | Franz Ludwig von Erlach   | Ratsmitglied und Schultheiss der Stadt Bern                                                                             |       |       |
|     | Daniel Farrant            | englischer Komponist und Musikinstrumentenbauer                                                                         |       |       |
|     | Pieter Hasselaer          | Bürgermeister von Amsterdam                                                                                             |       |       |
|     | Jan van den Hoecke        | flämischer Maler |       |       |
|     | Johann Philipp Husmann    | Kaiserlicher Oberst zur Zeit des Dreißigjährigen Krieges in den Diensten der Habsburger Armee                           |       |       |
|     | René Leclerc              | französischer Bischof                                                                                                   |       |       |
|     | Francisco de Melo         | portugiesischer Marqués de Tor de Laguna, Conde de Assumar und interimsweise Statthalter der habsburgischen Niederlande |       |       |
|     | Shabdrung Ngawang Namgyel | Gründer Bhutans |       |       |
|     | Mikołaj Ostroróg          | Woiwode, Generalstarost von Großpolen, Abgeordneter, Sejmmarschall, Stolnik                                             |       |       |
|     | Casimir Simienowicz       | polnisch-litauischer Ingenieur und Erfinder                                                                             |       |       |